# Бобрики (усадьба)
Историко-мемориальный музейный комплекс «Бобрики» — муниципальный краеведческий музей, расположенный в посёлке Бобрик-Гора в трёх километрах от города Донского (Тульская область).
Включает городской краеведческий музей, памятник федерального значения — усыпальницу графов Бобринских (архитектор Василий Милинский, 1815) и усадебный парк — памятник садово-парковой архитектуры XVIII—XIX веков.

## История

### Строительство
В 1763 году Екатерина II стала владеть Бобриковской и Богородицкой волостями в Тульской губернии. Эти имения императрица купила у Николая Ладыженского и перевела их из дворцового ведомства в личную собственность. В 1770 году она передала тульские вотчины своему трёхлетнему внебрачному сыну от Григория Орлова Алексею, который получил их в наследственное пользование. Фамилия Бобринский впоследствии была ему дата по названию его усадьбы.

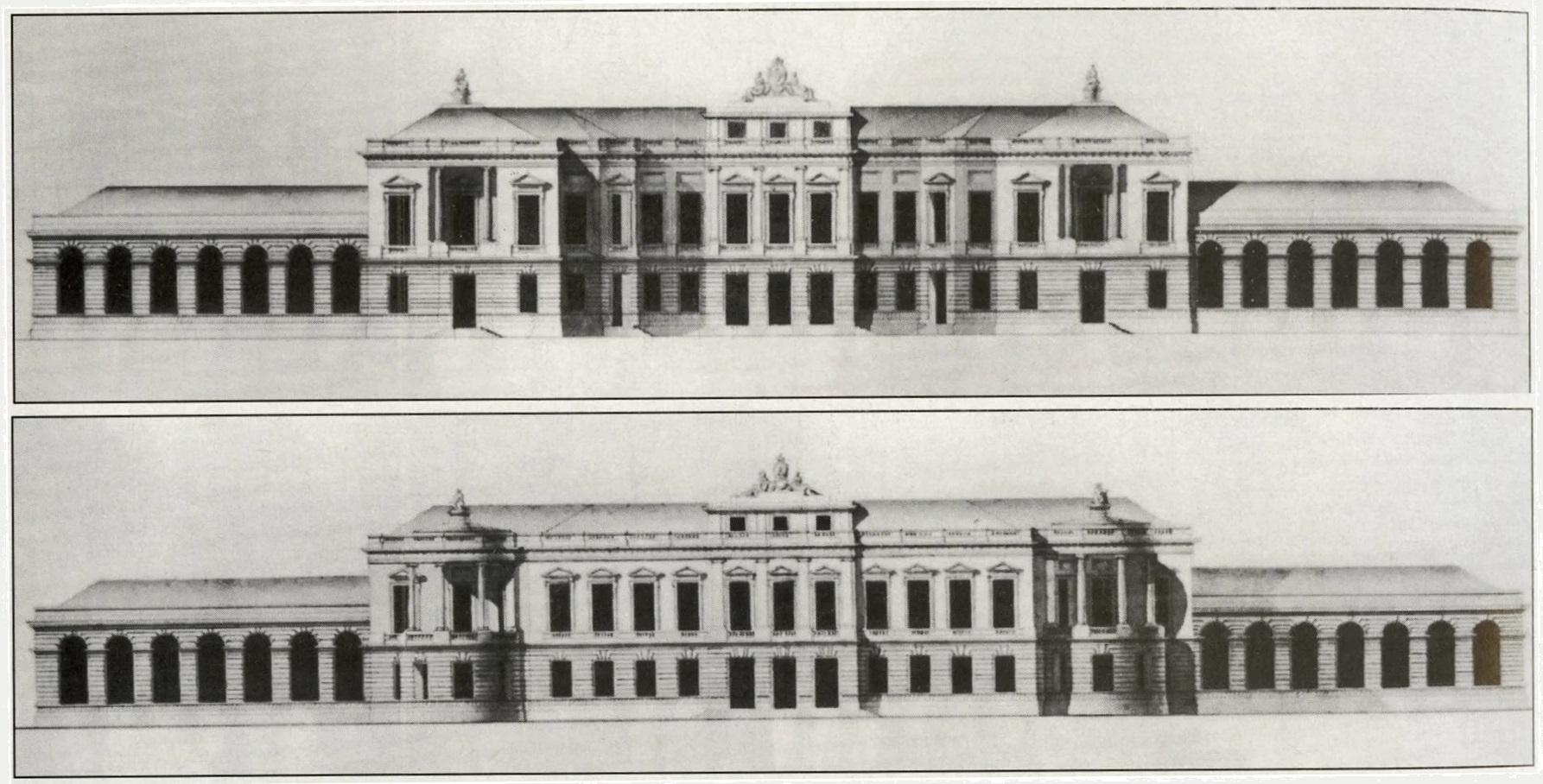
Проект дворца в Бобриках

По повелению Екатерины обустройством владений сына занимался генерал-поручик князь Сергей Гагарин. Закладка дворца в Бобриках состоялась 24 мая 1773 года, а весной следующего года там было начато строительство церкви Нерукотворного образа Спасителя. Рядом на живописном холме при слиянии рек Дон и Бобрик был разбит парк, обустройством которого впоследствии занимался Андрей Болотов. Позже императрица писала Гагарину:
...что вы в городе Богородицке и в селе Бобриках дома заложили, а церкви в обоих местах заложите будущею весною, сим я довольна.
Строительные работы продолжались до 1778 года. Тогда же была освящена местная церковь, построенная по проекту архитектора Ивана Старова. Дворец представлял собой собой большое двухэтажное здание, выстроенное в стиле классицизма. Его внешний вид описывался следующим образом в академической литературе:
Построенный в провинциальной глуши, он по своим размерам оказался одним из наиболее обширных дворцов в России. Это был не усадебный дом, а подлинный императорский дворец, будто чудом перенесенный из блестящей царской резиденции в бедное село одного из уездов Тульской губернии.
В 1796 году, после смерти Екатерины, Алексею Бобринскому и его потомкам императором Павлом I был даровал графский титул. Вскоре семья Бобринских переехала из Санкт-Петербурга в Тульскую губернию, но для постоянного проживания выбрали не Бобрики, а Богородицк, где более скромный по размерам дворец был уже отделан и готов к проживанию. Дворец в Бобриках остался пустым, его внутренние помещения так никогда не отделывались и никто из семейства Бобринских там никогда не жил. После смерти графа Алексея Бобринского в 1813 году его вдова Анна Владимировна местом последнего пристанища мужа выбрала Бобрики. По проекту архитектора Василия Милинского в парке рядом с дворцом была сооружена усыпальница-ротонда из белого камня, оформленная сдвоенными пилястрами, ложными окнами и карнизами под деревянное зодчество, где граф был погребён в 1815 году.

### Разрушение

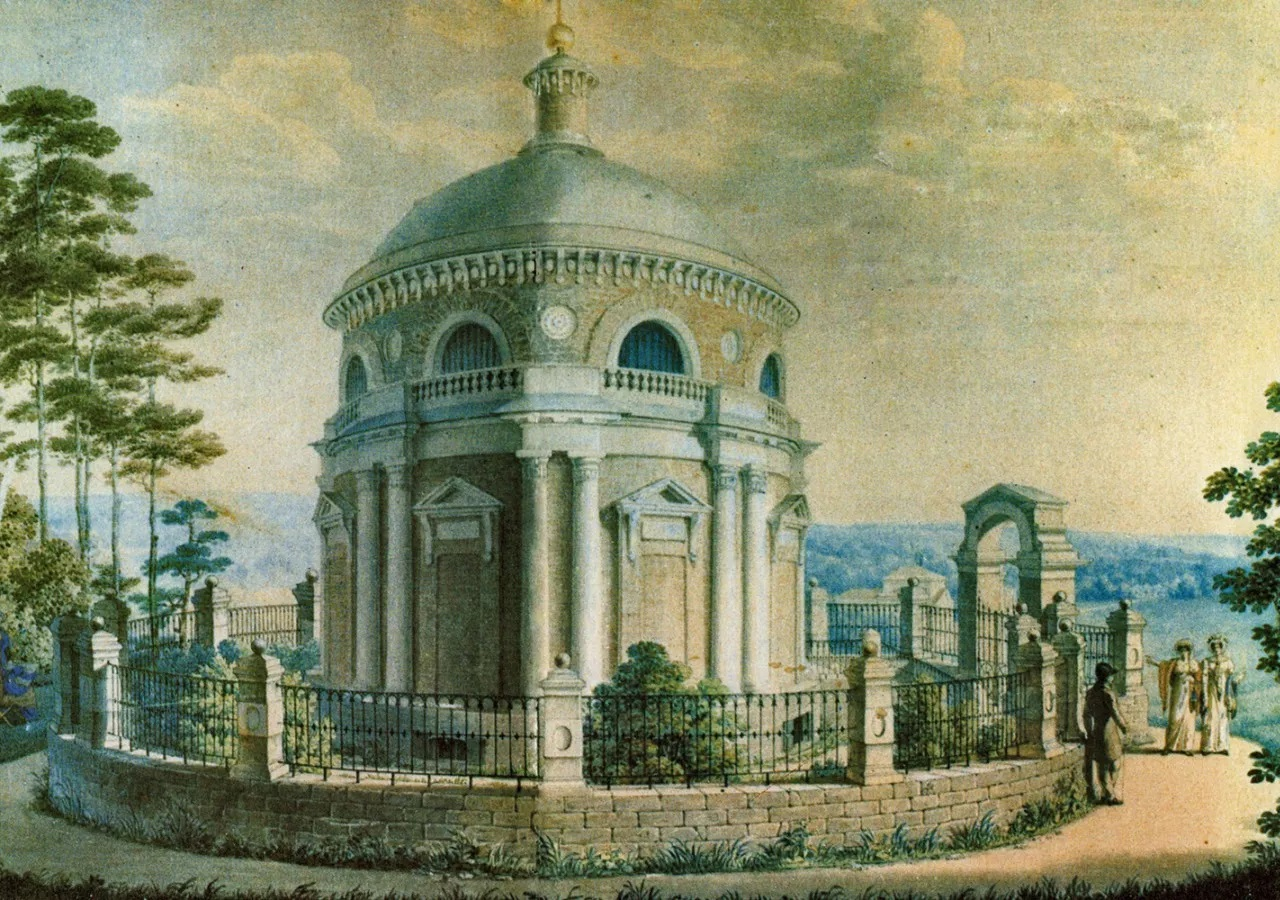
Усыпальница Бобринских в XIX веке

С годами огромный дворец ветшал, его обслуживание обходилось очень дорого, и в начале 1840-х годов он был разобран до основания. Часть кирпича пошла на сахарный и винокуренный заводы, которые в Бобриках основал Василий Алексеевич Бобринский, младший сын Алексея Григорьевича. Им также был построен одноэтажный дом, где граф жил во время своих посещений села Бобрики. От некогда огромного дворца остались только два флигеля, сохранившиеся до наших дней. В усадебном парке были построены оранжереи, где Бобринский занимался выведением редких пород деревьев. В 1888 году его сын Алексей Васильевич Бобринский основал конезавод, а также продолжал дело отца по лесоразведению. Следующим владельцем имения стал его сын, ученый-этнограф Алексей Алексеевич Бобринский, при котором в усадьбе были открыты богадельня, школа рукоделия и домоводства для девочек и две библиотеки. В 1916 году, после смерти супруги, Алексей Алексеевич продал Бобрики местному земству с условием создать здесь, по одним данным, лесную академию, по другим — сельскохозяйственную школу.
В сентябре 1921 года усыпальницу графов Бобринских разграбили: срезали с гробов парчовую обивку на блузы, а с останков усопших сорвали ювелирные украшения. Десять гробов из семейного мавзолея закопали в общей могиле за усыпальницей, где покоился прах последней графини Елизаветы, жившей в одиночестве в усадьбе и скончавшейся в 1915 году. Впоследствии помещение мавзолея использовали под склад, а некоторое время там размещалось даже кафе.

### Организация музея
В 1930-е годы усадьба Бобрики превратилась в городской парк. Здесь разместили пионерский лагерь и дом отдыха для горняков. Колокольня церкви Спаса Преображения была разобрана, а в здании самого храма 2 ноября 1933 года решением Наркомпроса РСФСР организован музей Подмосковного угольного бассейна. 1 мая 1935 года он был открыт для посетителей. В 1940 году на базе музея был открыт второй в СССР планетарий, аппарат для которого сконструировал сотрудник музея, изобретатель-самоучка Михаил Чистозвонов. Одноэтажный графский дом, возведенный по приказу Василия Бобринского, просуществовал до 1955 года. Потом он сгорел, а на его месте был построен детский санаторий. Здания сахарного и винокуренного заводов также не сохранились.
В 1991 году церковь Спаса Преображения вернули Тульской епархии и отреставрировали, в ней начались службы, а в 1998 году восстановили колокольню. В феврале 1996 года музей и планетарий были перепрофилированы в городской краеведческий музей, на базе которого в том же году создан историко-мемориальный музейный комплекс «Бобрики», располагающий кинозалом, лекторием, архивом и научной библиотекой.
В ноябре 2001 года могилу Бобринских отыскали новомосковские археологи. В январе 2004 года графские останки вернулись в усыпальницу, которую начали восстанавливать. Первоначальные работы по сохранению мемориала (установку временной кровли и дверей) провел местный краевед Николай Почуев. В 2018 году усыпальница Бобринских получила статус объекта культурного наследия федерального значения. Несмотря на это, состояние памятника ухудшается, кровля 1990-х годов нуждается в ремонте. В 2019 году мародеры выломали почти всю чугунную ограду ротонды. В 2022 году проект «Консервация» начал сбор средств на проект реставрации усыпальницы графов Бобринских.

## Экспозиция и экскурсии

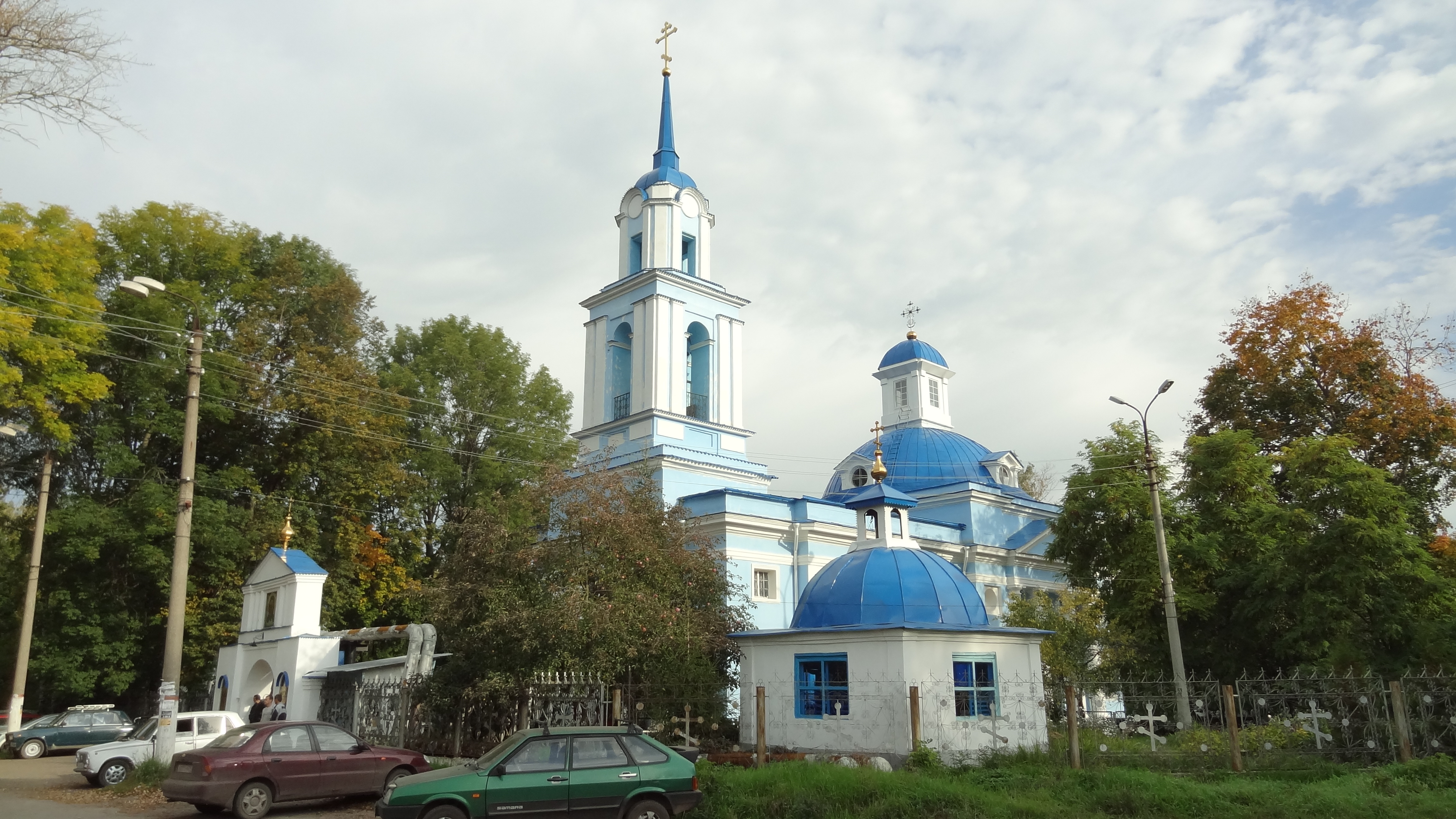
Церковь Спаса Преображения

Наиболее ценные коллекции музея включают:
- Палеонтологическая коллекция костей плейстоценовых животных;
- Археологические коллекции: каменные топоры эпохи бронзы, селище вятичей XIII—XIV веков;
- Коллекция документов и личных вещей героя гражданской войны Николая Руднева (1894—1918);
- Коллекция материалов (документы, книги, журналы) русского писателя Алексея Демидова (1883—1932);
- Прижизненные издания трудов основоположника теоретической космонавтики Константина Циолковского (дар его дочерей);
- Коллекция материалов по строительству первого советского аппарата «Планетарий» (1939—1940).
- Мемориальная коллекция (личные вещи и документы) представителей рода графов Бобринских, потомков императрицы Екатерины II.

Основные экскурсии:
- Донской. Страницы истории — рассказывает о первых поселениях на месте современного города Донского, об Ивановском канале, об истории угледобычи в крае, периоде Великой Отечественной войны, послевоенном строительстве и современном состоянии. Проводится на базе музейной экспозиции.
- Екатерина II и усадьба «Бобрики» — повествует об истории усадьбы, жизни и деятельности её владельцев, о генеалогии рода графов Борбинских. Экскурсия начинается в экспозиции музея, после чего экскурсанты совершают пешеходную прогулку по Бобрик-горе, знакомятся с памятниками истории и архитектуры XVIII—XIX веков.

К местным достопримечательностям относятся:
- валы и шлюзы Ивановского канала;
- бобриковское лесничество (в прошлом — Бобриковская лесная дача, год основания — 1876);
- верховья Дона.